# Middle Crater
Der Middle Crater (englisch für Mittlerer Krater) ist ein Vulkankrater auf der Hut-Point-Halbinsel im Südwesten der antarktischen Ross-Insel. Er liegt zwischen dem Ski Slope und dem Crater Hill auf.
Frank Debenham, Teilnehmer der britischen Terra-Nova-Expedition (1910–1913), benannte ihn.